# كاميرون كلارك
كاميرون كلارك (بالإنجليزية: Cameron Clark) هو لاعب اتحاد الرغبي أسترالي، ولد في 20 مارس 1993 في أوكلاند في نيوزيلندا.

## وصلات خارجية
- كاميرون كلارك على موقع سلسلة سباعيات الرغبي العالمية - رجال (الإنجليزية)
- كاميرون كلارك على موقع ItsRugby.co.uk (الإنجليزية)
- كاميرون كلارك على موقع اللجنة الأولمبية الدولية (الإنجليزية)
- كاميرون كلارك على موقع أوليمبيديا (الإنجليزية)
- كاميرون كلارك على موقع اللجنة الأولمبية الأسترالية (الإنجليزية)
- كاميرون كلارك على موقع اتحاد ألعاب الكومنولث (مؤرشف) (الإنجليزية)